# Тигар ајкула
Тигар ајкула  (Galeocerdo cuvier) врста је ајкуле и део породице Galeocerdo. Ова врста велики је макропредатор, а може да достигне дужину преко 5 м.  Живи у тропским и умерено тропским водама, посебно око централних острва Пацифика. Име је добила због тамних пруга које подсећају на тигрове, али како сазрева оне бледе. Углавном лову ноћу и сама, а храни се са великим бројем живих организама, укључујући морске псе, ракове, рибе, туљане, корњаче, морске змије, делфине па чак и друге мање ајкуле.
Због своје разноврсне исхране названа је „предатором смећа”, а и зато јер конзумира и неке нејестиве предмете, који су јој пронађени у стомаку. Сматра се скоро угроженом врстом, а лови се углавном због пераја. Тиграста ајкула је друга по реду ајкула која највише напада људе.

## Таксономија и опис
Тигар ајкулу су први описали биолози Перон и Лесур 1882. године и назвали је Squalus cuvier. Милер и Хенле су 1837. године ову врсту преименовали у Galeocerdo tigrinus. Род Galeocerdo потиче од грчке речи galeos што значи морски пас, а kerdo значи лисица. Често се ова врста колоквијално назива морски пас ајкула. Ова врста члан је реда Carcharhiniformes у којој се налази још 270 врста. Припаднике ове врсте карактеришу мембране на очима, два леђна пераја, анална пераја и пет шкржних прореза. Највећи члан ове породице је Carcharhinidae.
Тигар ајкула обично достиже дужину од 3,25 до 4,25 м и тешка је од 385 до 635 килограма. Женке ове врсте су изузетно крупне и прелазе дужину од 5 м, док су највећи мужјаци дужине до 4 м.  Поједини примерци су тежине и до 900 килограма. У водама Аустралије рибари су ухватили трудну женку ајкуле, која је имала 5,5 м, а тежила је 1524 килограма. У старим студијама пописана је ајкула ове врсте дужине од 7,4 м, али она нија научно потврђена. Тигаг ајкула друга је највећа врста у својој породици иза врсте Rhincodon typus. Зуби тигар ајкуле су врло оштри и изражени, оформљени тако да се пробијају кроз месо и кости жртве, а могу да сломе оклоп корњаче или шкољку. Током живота неколико пута мењају зубе, а друге врсте из исте породице имају доста краће зубе од тигар ајкуле. Зуби су широки готово колико и њихов корен, велики и бели.
Тиграста ајкула има дугачко пераје и дугачки реп, због којег је у могућности да се брзо креће. Ова врста обично користи мале покрете тела како би пливала. Имају висока леђна пераја. Кожа ове врсте креће се од плаве до светлозелене са белим или светложутим мрљама. Предност овога у томе што када лови плен може бити камуфлирана. Тамне мрље и пруге највидљивије су код младих примерака тигар ајкуле.
Глава им је у облику клина што олакшава окретање на једну страну. На њушци имају мале бразде који садрже електрорецепторе што им омогућава да лакше дођу до хране. Тигар ајкуле такође имају сензорни орган звани „бочна линија” који се протеже на бочним странама тела, а примарна структура овог органа је откривање вибрација у води односно помоћ у лову и откривању плена. Иако врсте из њене породице немају доњи капак, тигар ајкула има мембрану која може да покрије око. Рефлективни слој иза мрежнице тиграсте ајкуле омогућава ћелијама да виде и у условима слабог осветљења.

## Станиште и исхрана
Тигар ајкула се често креће уз обалу, углавном у тропским и суптропским водама широм света. Њено понашање је првенствено номадско, али је  вођена топлим струјама и остаје ближе Екватору током хладнијих месеци. Има тенденцију да се задржава у дубоким водама уз гребене. У западном делу Тихом океана такође је пописана ова врста, као и у водама Јапана и Новог Зеланда. Забележена је и на Медитерану, у водама око Шпаније и Сицилије. Тигар ајкуле такође настањују Мексички залив, као и воде Северне Америке. Остале локације где су пописане укључују Африку, Кину, Индију, Аустралију и Индонезију. Појединци из ове врсте лоцирани су на дубинама од 900 м, док су у водама око Хаваја примећени на дубинама од само 3,5 м и редовни су у приобалним водама дубине од 6 до 12 м.
Тиграста ајкула храни са великим бројем рибљих врста и другим водоземцима. Ове грабљивице углавном једу ноћу, а откривено је да се млади примерци углавном хране ситним рибама, медузама и мекушцима, као и главоношцима.
Отприлике у време када достигну дужину од 2,3 односно буду близу сексуално зрелости, њихов избор хране знатно се проширује и почињу да лове много веће рибе. Хране се великим бројем риба, раковима, морским змијама, делфинима (дугонг), перајарима, морским лавовима, морским корњачама, џиновским кожастим корњачама, Caretta caretta, зеленим морским корњачама и мањим врстама тигар ајкула. У чак 28,8% примерака на којима се истраживало пронађене су морске коњаче, што указује да се њима доста често хране. Због великог ризика, делфини често избегавају регије у којима живе тигар ајкуле. Документовано је како ова врста у групи напада болесног грбавог кита 2006. године близу Хаваја. Тигар ајкула се храни и мртвим китовима, што је такође документовано.

## Исхрана и размножавање
Поред одличног вида и јаких зуба, ова ајкула преузима велики део плена у водама које настањује и има мало природних непријатеља. Има могућност да хвата таласе ниских фреквенција и тако прати свој плен чак и у мутној води. У стомацима неколико тигар ајкула пронађени су и коњи, козе, овце, пси, мачке, пацови, у водама око Хаваја. Због свог агресивног понашања и неселективног стила храњења, тигар ајкула често једе нејестиве предмете попут лименки, гума и других.  Све тигар ајкуле пливају споро, што може отежати њихову потрагу за пленом. Међутим, добро се камуфлирају и упркос томе што су споре, једне су од бољих пливача у својој породици.
Мужјаци тигар ајкуле достижу сексуалну зрелост када буду од 2,3 до 2,9 м дужине, а женке када буду 29, до 3,5 м. Типична тежина младих и сексуално зрелих примерака тигар ајкуле је од 80 до 130 кг. Женке се паре једном у три године, а размножавају се унутрашњом оплодњом. Парење се у северној хемисфери одвија између марта и маја, а женка се порађа између априла и јуна наредне године. На јужној хемисфери парење се одбија у новембру, децембру или почетком јануара. Млади се рађају као потпуно развијени, а развијају се у мајчином телу до 16 месеци. Легла се крећу од 10 до 80 младунаца, новорођенче је дугачко између 51 и 76 цм. Није познат животни век тигар ајкуле, али се зна да живе дуже од 12 година.
Тигар ајкула редовно се лови због пераја, меса или јетре у некомерцијалном риболову. Због сталне потражње за њеним перајем, може се довести до тога да она постане угроженија. Врста се сматра скоро угроженом због риболова, према подацима Међународне уније за заштиту природе. У јуну 2018. године, Министарство за заштиту животне средине Новог Зеланда квалификовало је ову врсту као сигурну и неугрожену. Пераје ове врсте има врло мало храњивих састојака, а јетра има високу концетрацију витамина А, који се користи у производњи витаминских уља. Поред тога, тигар ајкула се лови због своје коже и велике килаже. Иако ове врсте ретко нападају људе, наводи се да је тигар ајкула одговорна за велики део инцидената и сматра се најопаснијом од свих ајкула.
Често посећује гребене, луке и канале, па је често у близини људи. Такође настањује ушћа неких река и мањим потоцима који се уливају у океане. Заузима друго место по броју напада на људе, одмах иза велике беле ајкуле. Између 1959. и 2000. године убијено је 4688 тигар ајкула како би се сачувао туризам широм света. Упркос оштећењу популације, показало се да се њен број није драстично смањио, а данас је лов на њу забрањен на Хавајима и у другим државама света.